# ترالی
شهر ترالی (به انگلیسی: Tralee) با جمعیت ۲۰٫۲۵۸ نفر  در شهرستان کری در کشور جمهوری ایرلند واقع شده‌است.

## نگارخانه

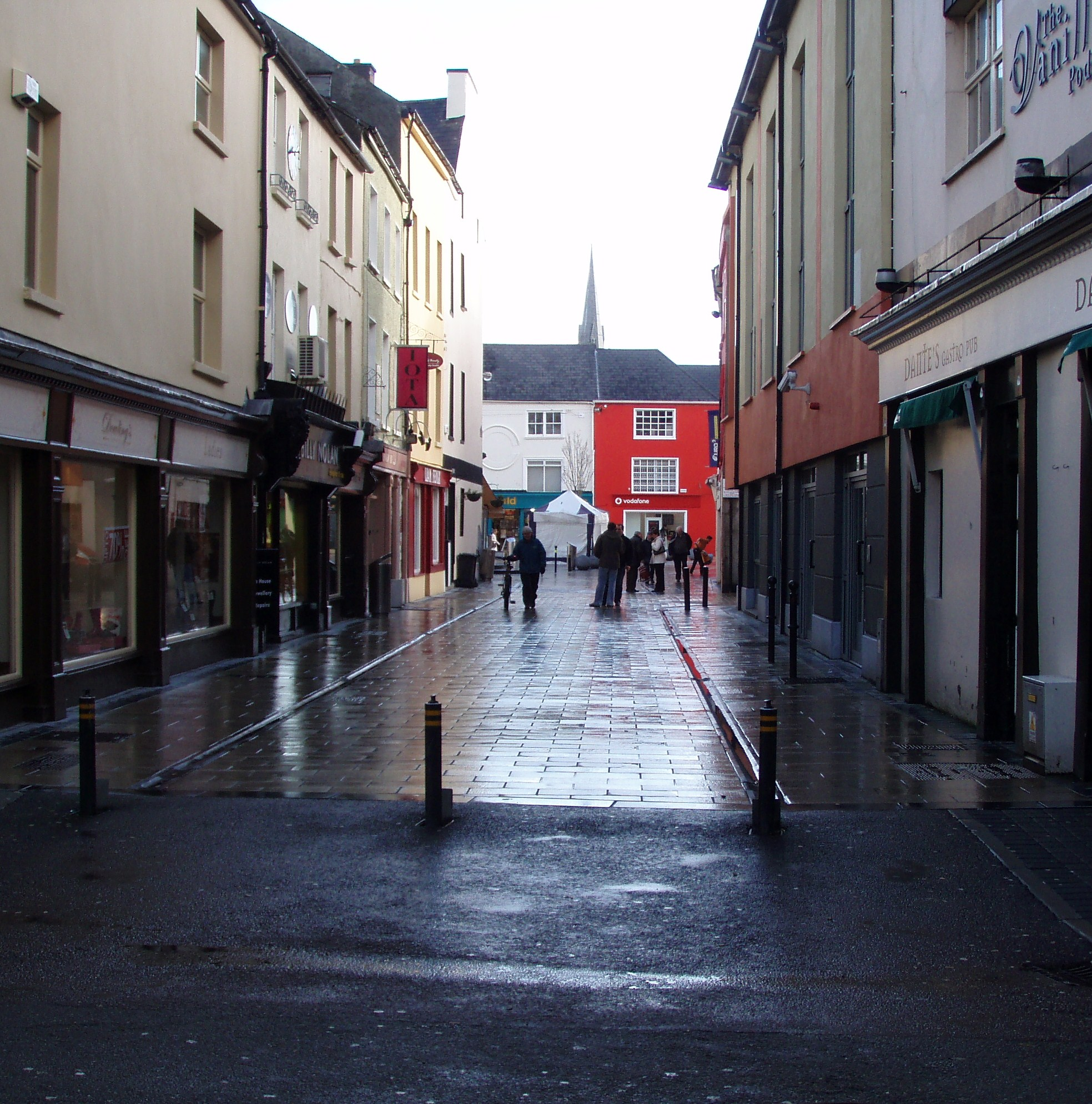
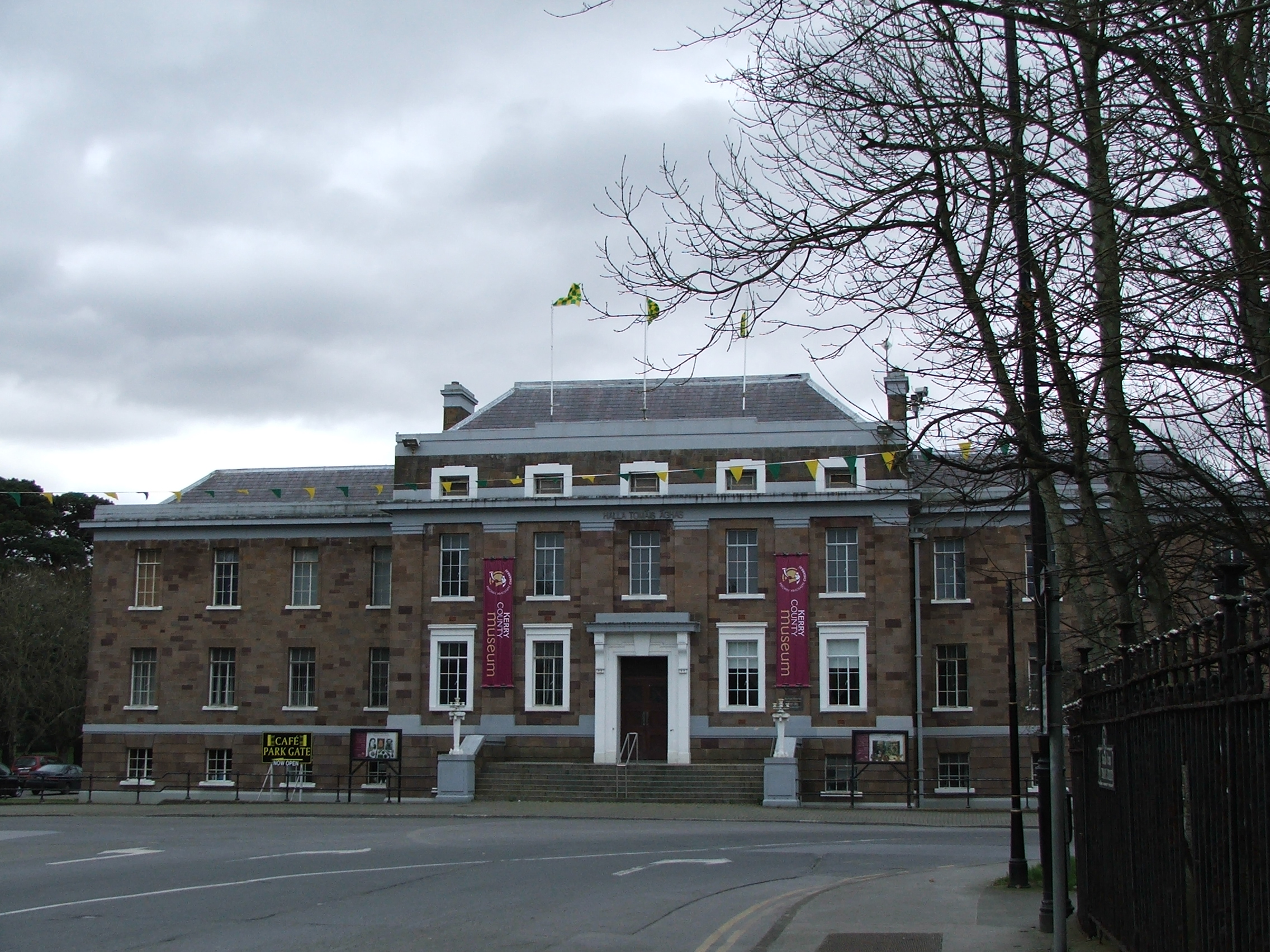
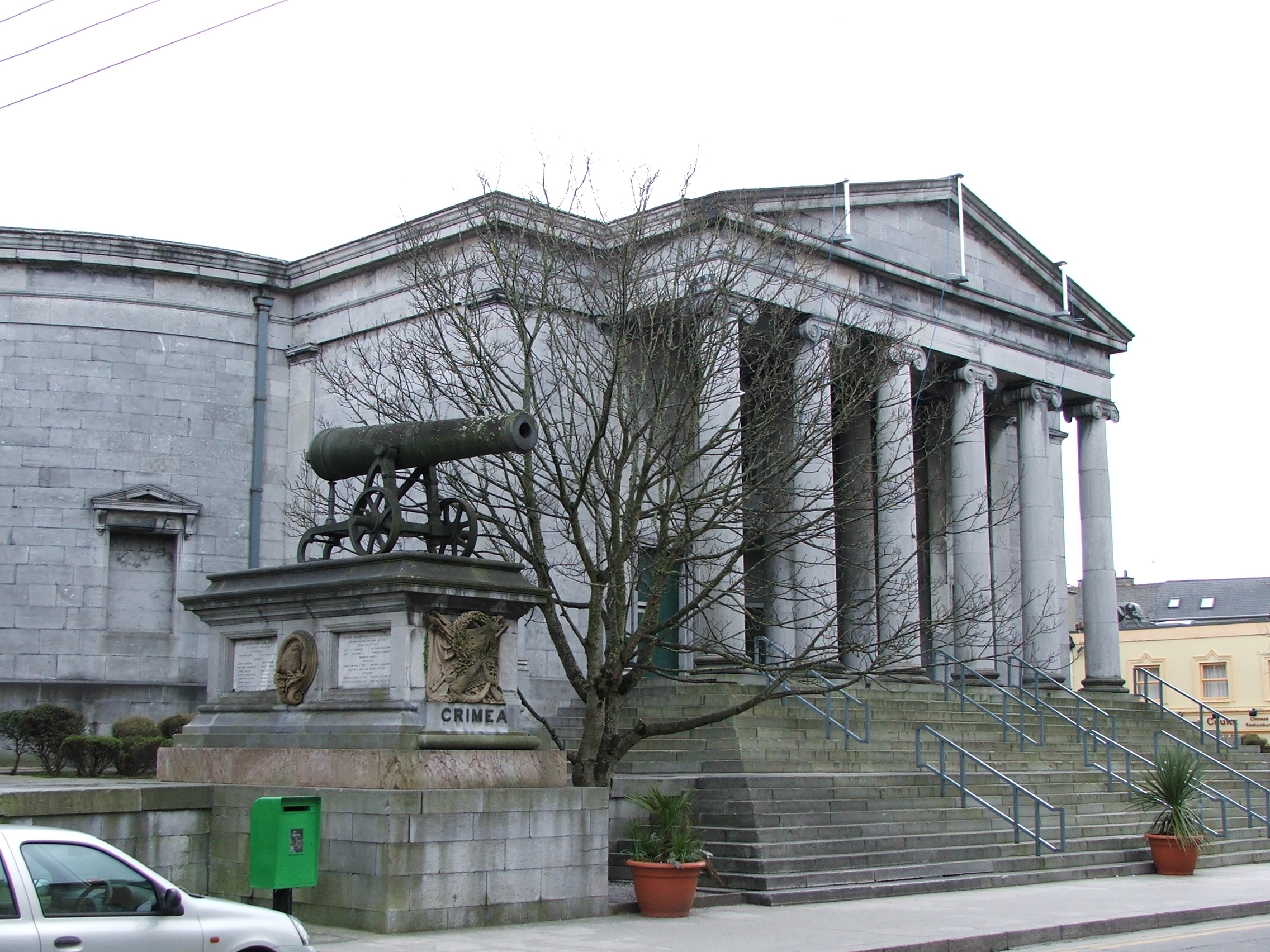
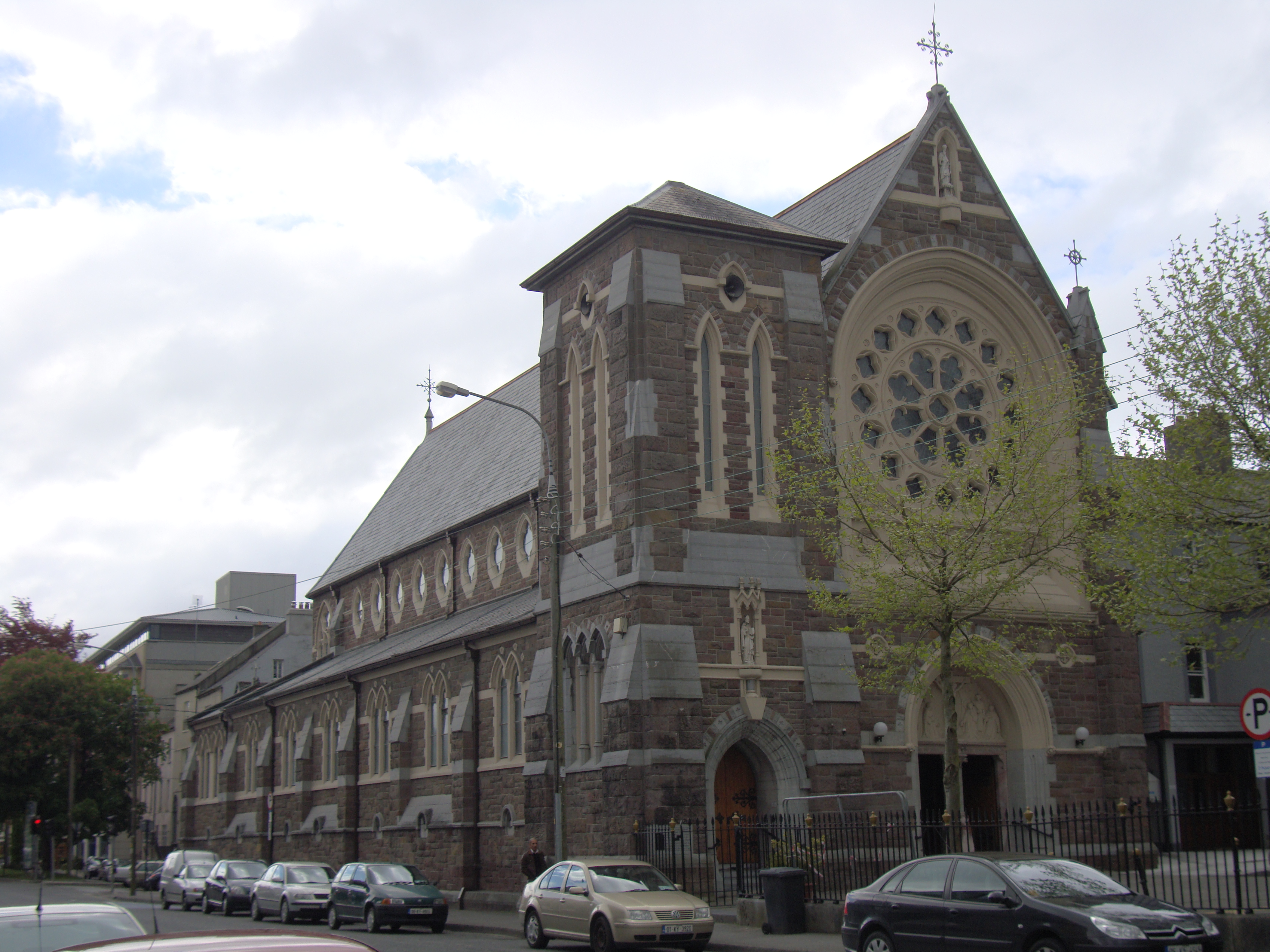